# Nagy Olivér (karmester)
Nagy Olivér (Budapest, 1912. szeptember 24. - Budapest, 2000. október 12.) magyar zeneszerző, karmester, egyházkarnagy, zenei szakíró.

## Életpályája
Tanulmányait a budapesti Liszt Ferenc Zeneművészeti Főiskolán végezte: 1933-ban egyházkarnagyi, 1935-ben középiskolai énektanári, 1936-ban zongoratanári oklevelet szerzett. 1933-tól 1939-ig a Palestrina Kórus korrepetitora és másodkarnagya, 1936 és 1951 között az Magyar Rádió Szimfonikus Zenekarának tagja, 1945-től 1982-ben történt nyugalomba vonulásáig a budapesti Liszt Ferenc Zeneművészeti Főiskola tanára. 1971 és 1980 között a KÓTA munkatársa volt. 1982-ben vonult nyugdíjba.
Hangjáték-kísérőzenéket, szimfonikus műveket (pl. Divertimento), kórusokat, népdalfeldolgozásokat írt, klasszikus zeneszerzők műveit adta közre, zongorakivonatokat készített, szerkesztői munkát végzett.
1953-ban kiadott, majd 1975-ben második kiadásban megjelent alapvető tankönyve a Partitúraolvasás - partitúrajáték. Szerkesztője az 1975-ben megjelent A magyar kórusművészet 30 éve című tanulmánykötetnek. Munkásságának részét alkotják tanulmányai, cikkei, műismertetései és hangversenykritikái.

## Díjai, kitüntetései
- 1955 – Szocialista Kultúráért
- 1972 – Munka Érdemrend, ezüst fokozat
- 1975 – Szocialista Kultúráért
- 1982 – Munka Érdemrend, arany fokozat